# Johan Frederik Lindencrone
Johan Frederik Lindencrone (24. april 1746 – 4. juni 1817) var en dansk kammerherre.
Johan Frederik Lindencrone var søn af etatsråd Christen Lindencrone blev født på Gjorslev, blev hofjunker 1766, etatsråd 1774 og kammerherre 1780.
Efter faderens død tiltrådte han stamhuset Gjorslev, men opnåede 1791 bevilling til at ombytte stamhuset med en fideikommiskapital og solgte derpå 1793 Gjorslev og stamhusets øvrige hovedgårde til Jacob Brønnum Scavenius.
Lindencrone havde en del interesse for adelshistorie og genealogi; han var fra 1777 medlem af det genealogisk-heraldiske Selskab og 1798-1803 dette selskabs forstander. Han blev 1810 medlem af Det kongelige danske Selskab for Fædrelandets Historie.
Hans oversættelse af brødrene Grimms folkeeventyr udkom efter hans død (1823) og blev oftere udgivet på ny.
På titelbladet er den danske oversættelse af brødrene Grimms Eventyr bind 1 (1823) tillagt kammerherre Johan Frederik Lindencrone. Oversættelsen udkom i 13 oplag til 1906. Den oversættelse som Lindencrone foretog til brug for sine børnebørn var imidlertid baseret på den tyske førsteudgaves bind 1, der udkom i Berlin i 1812. I 1819 udsendte brødrene Grimm en stærkt revideret andenudgave. Det er denne andenudgave, som blev brugt til oversættelsen fra 1823. Nyoversættelsen blev foretaget af Lindencrones datter, Louise Hegermann-Lindencrone, der lod sin afdøde fader få æren for oversættelsen.
Johan Frederik Lindencrone døde i København som sin slægts sidste mand, thi af de 6 børn, som hans hustru, Bolette Marie født Harboe (født 21. februar 1750, gift 13. maj 1768, død 1. juni 1800), datter af biskop Ludvig Harboe, havde skænket ham, blev kun en datter voksen. Hun blev gift med generalløjtnant Johan Henrik Hegermann og er stammoder til slægten Hegermann-Lindencrone.